# Khumbu
Khumbu je oblast v severovýchodním Nepálu na nepálské straně Mount Everestu u hranic s Tibetem. Je součástí okresu Solukhumbu, který spadá do zóny Ságarmátha.
Je zde mnoho pěších stezek a dobře rozvinutá síť ubytoven a jedná se o jednu z nejoblíbenějších trekingových oblastí Himálaje. Lonely Planet zařadil oblast Khumbu jako šestou nejlepší oblast na světě pro cestování.

## Popis

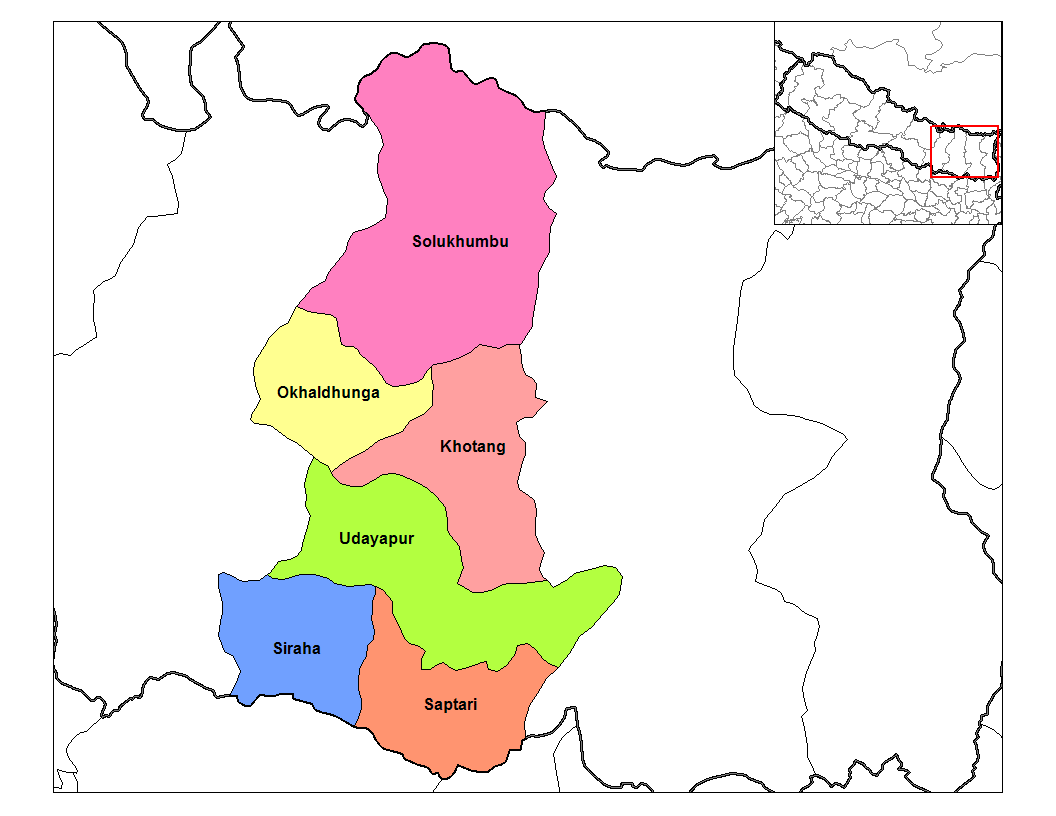
Poloha okresu Solukhumbu v Nepálu

Khumbu se rozkládá v nadmořské výšce mezi 3300 m a 8849 m (na vrcholu Mount Everestu) s průměrem okolo 4500 m n. m. Nachází se zde Národní park Sagarmatha a
proslulý buddhistický klášter v Tengboche.
Oblast se skládá z říčních údolí tří řek (od západu) Bhote Kosi, Dudh Kosi a Imja Khola, které jsou od sebe odděleny hřebeny. Tato údolí stoupají a přecházejí do velkých ledovců (například ledovec Khumbu), které se přimykají k vrcholům vysokým 6 až 8 tisíc metrů. Údolí řeky Bhote Kosi končí průsmykem Nangpa La, kudy vedla kolem hory Čo Oju důležitá obchodní cesta do Tibetu.

## Osídlení
Khumbu je jednou ze tří oblastí Himálaje, kde žijí Khambuové a Šerpové. Nacházejí se zde obce Dingboche, Kunde, Khumjung, Lobuche, Lukla, Namche Bazaar, Tengboche, Phortse, Thame, Thamo, Pangboche, Phakding a Monjo.

## Příroda
Krajina je definována ledovcovým reliéfem. Údolí mívají relativně široká dna a po stranách strmé svahy korunované ostrými hřebeny. Typickými vrcholy jsou Ama Dablam, Thamserku a Cholatse. V údolích je zastoupeno alpinské, subalpinské a mírné vegetační pásmo. Svahy kolem Namche Bazaar, Thame a Pangboche jsou přirozeně pokryty lesem a křovinami, včetně různých druhů rododendronů, bříz a jehličnanů. Tento les je domovem pro některé neobvyklé živočichy jako bažant lesklý, muntžak a panda červená.
V horní části údolí nad hranicí lesa leží alpské louky, kde se v létě se pasou jaci a žijí tu i sněžní levharti, kteří jsou ale tak plaší, že je lidé téměř nikdy nespatří.
Sněžná čára vede v nadmořské výšce nad 5500 m, ale velké ledovce z hor stékají mnohem níže.
Legenda o yettim je silně spojena s touto oblastí. Zejména v oblasti kolem obce Thame prý býval pravidelně vidět. V klášterech vesnic Tengboche a Khumjung uchovávají některé památky na yettiho.